# The Pip
The Pip (biệt danh do thính giả đài phát thanh đặt) là một đài phát thanh sóng ngắn phát trên tần số 5448 kHz theo ngày và 3756 kHz trong đêm. Nó phát ra những tiếng bíp ngắn, lặp lại với tốc độ khoảng 50 tiếng mỗi phút, trong 24 giờ mỗi ngày. Tín hiệu bíp đôi khi bị gián đoạn bởi tin nhắn thoại bằng tiếng Nga. The Pip đã hoạt động từ khoảng năm 1985, khi âm thanh bíp đặc biệt của nó lần đầu tiên được người nghe ghi lại.
Đài thường được gọi là "The Pip" trong số những người nghe đài nói tiếng Anh. Ở Nga, nó được gọi là Капля  (Kaplya) "thả". Trong khi tên chính thức hoặc ký hiệu của nó không được biết đến, một số truyền thoại bắt đầu bằng mã 8S1Shch (Cyrillic: 8С1Щ), thường được coi là tên của trạm. Tuy nhiên, mã này có thể không phải là một dấu gọi, mà thay vào đó phục vụ một số mục đích khác. Radioscanner.ru xác định chủ sở hữu của trạm này là một trung tâm liên lạc của quân khu Bắc Caucasian với tên gọi "Akacia" (trung tâm liên lạc cũ 72, tiếng Nga "72 узел связи штаба СКВО").

## Định dạng
Theo nhiều cách, định dạng của đài này giống với đài chị em giả định của nó, The Buzzer. Tín hiệu của nó bao gồm các âm thanh bíp ngắn lặp lại với tốc độ khoảng 50 tiếng bíp mỗi phút. Nó được truyền trên tần số 5448 kHz trong ngày và 3756 kHz vào ban đêm. Thời gian trạm chuyển từ tần số ban ngày sang tần số ban đêm hoặc ngược lại được thay đổi trong năm, có lẽ là để phù hợp với sự thay đổi độ dài ngày và đêm. Tần số cao hơn có đặc điểm lan truyền tốt hơn vào ban ngày, trong khi tần số thấp hơn làm tốt hơn trong bóng tối.

### Tin nhắn thoại
Như với The Buzzer, tiếng bíp đôi khi bị gián đoạn khi truyền tin nhắn thoại được mã hóa. Có hai định dạng tin nhắn khác nhau. Tin nhắn bắt đầu bằng từ tiếng Nga для  (dlya, "cho") được cho là các thông báo thử nghiệm để đánh giá chất lượng tiếp nhận. Bản thân tin nhắn bao gồm mười lệnh gọi, mỗi lệnh bao gồm bốn số hoặc chữ cái. Ví dụ: "Для ЙХЬЙ ЗЬ1Б НИ9В ДМЦ3 49ФТ Ц2ЗА ЛИ27 ИННЦ ЩГЙП 8ЦЩЙ (Tới JH'J Z'1B NI9V DMC3 49FT C2ZA LI27 INNC ShchGJP 8CShchJ)" Điều này sau đó được theo sau với một "Tới" khác và sau đó các lệnh gọi được lặp lại, kết luận với Как слышно?  (Kak slyshno ?, "Bạn nghe thấy thế nào?"). Các lệnh gọi sau đó được lặp lại hai lần nữa, kết thúc bằng Приём!  (Priyom !, "Hết!"). Một loại tin nhắn khác bắt đầu bằng 8С1Щ  (8S1Shch), được cho là ký hiệu riêng của trạm. Tiếp theo là hai chữ số, rồi đến ba, một từ mã bằng tiếng Nga, sau đó là bốn cặp chữ số: "8С1Щ 73 373 ВДЕВАНИЕ 84 56 22 35 (8S1Shch 73 373 VDYeVANIE 84 56 22 35)". Sau đó, tin nhắn được lặp lại bốn lần nữa, kết thúc bằng Приём!  (Priyom !, "Hết!").

## Mục đích
Mục đích của The Pip không được biết, mặc dù có nhiều giả thuyết. Người ta thường cho rằng The Pip là một phần của hệ thống chuyển tiếp hoặc điều khiển vô tuyến lớn hơn, cũng bao gồm The Buzzer và The Squeaky Wheel, cả hai đều tuân theo các định dạng tương tự. Đặc biệt, hoạt động trên The Pip thường được theo dõi sau đó vài phút bằng một tin nhắn thoại trên The Squeaky Wheel, cho thấy rằng cả hai đều được vận hành bởi cùng một tổ chức và có cùng mục đích. Trong một lần, âm thanh bíp đặc trưng của The Pip có thể được nghe thấy trong nền khi một thông báo đang được truyền đi trên tần số của Bánh xe bíp, điều này có thể cho thấy rằng cả hai đài đều được vận hành từ trong cùng một tòa nhà hoặc căn phòng. Tuy nhiên, các hoạt động này đã không còn nữa. Các bảng thông báo đã nhận sau này không còn hiển thị các điểm tương đồng như vậy nữa.
Một người tự xưng là công nhân cũ của nhà ga đã chia sẻ những kỷ niệm của mình khi làm việc tại nhà ga, khi ông phụ trách nó vào những năm 1980. Anh ấy cũng chia sẻ một sơ đồ về cách hoạt động của bộ tạo điểm đánh dấu.
Cho đến năm 1986, có một trạm "Kolos" trên các tần số nói trên. "Kolos" là tên gọi của Mạng lưới thông báo thứ 800 của Quân khu Bắc Caucasus. Đó là một mạng lưới thiết bị nhận được lắp đặt trong các đơn vị quân đội, quân ủy, và các phòng truyền thanh của nhà máy quân sự. Thiết bị thu rất đa dạng, từ thiết bị chuyên nghiệp (R-154/155/250) đến thiết bị thu gia đình có dải sóng ngắn. Vì cần phải điều chỉnh chính xác tần số mạng để bắt được tín hiệu, nên có một đường truyền từ dịch vụ thông báo của nhân viên quận ở Rostov-on-Don ba đến bốn lần một ngày, và cả sau khi thay đổi tần số. Truyền là "Tôi là Kolos, tôi là Kolos. Cung cấp cho bạn số đếm để điều chỉnh một, hai, ba,..., mười. Tôi nói lại... " Điều này được truyền trực tiếp hoặc từ một bản ghi âm.
Việc kiểm tra mức độ sẵn sàng cho một số dịch vụ và trung tâm liên lạc đôi khi được thực hiện bằng cách gửi một tin nhắn như sau: "Tôi là Kolos, tôi là Kolos. Chỉ dành cho 815, 223 và 44. Làm thế nào để bạn đọc tôi, làm thế nào để bạn đọc tôi? " Sau đó, các callign được đặt tên sẽ gọi lại và báo cáo việc tiếp nhận của họ.
Do chán nản và thiếu chắc chắn về việc tiếp nhận (ví dụ như trong trường hợp điều chỉnh sai), một ngày nọ, một tổ chức dịch vụ thông tin đã đề xuất một cải tiến: tạo một trình tạo điểm đánh dấu giúp người nhận điều chỉnh tần số của Mạng thứ 800. Đề xuất cải tiến đã được phê duyệt và bảng hiệu đã được tôn vinh cho ý tưởng của anh ấy bằng cách được đưa vào "Bàn thành tích của Nhân viên cho sự thể hiện vinh quang." Trước khi thay đổi điểm đánh dấu kênh, các bộ truyền mạng không hoạt động liên tục và chỉ được bật để kiểm tra đường truyền và truyền tín hiệu. Sau đó, các máy phát đều được nâng cấp sử dụng 15 kW (máy phát Molniya) cho 5448 kHz, và 1,5 kW (máy phát R-140 / Vyaz) cho 3756 kHz. Chi phí điện và phát thải của máy phát không phải là việc của nhà vua...
Mạng vô tuyến thu đã giảm đáng kể vào cuối những năm 1980; một số phòng phát thanh trong các tổ chức dân sự, và trung tâm phát thanh của ủy ban quân sự chịu trách nhiệm về tất cả các cơ quan được gọi trong khu vực, đã bị dỡ bỏ. Phiên bản máy đánh dấu đầu tiên được sử dụng cho đến tháng 8 năm 1986, và được đặt trong tòa nhà nhân viên. Sau đó, trong khi thực hành ở đó, tôi đã lắp ráp phiên bản thứ hai của bộ tạo điểm đánh dấu, được xây dựng trên một PCB thực, sau đó bắt đầu hoạt động tại nơi nhận: Trung tâm Giao tiếp thứ 72. Tại sao tại nơi nhận hàng? Tất cả các dịch vụ chính được giữ nguyên ở đó, một người giám sát ca trực đang ngồi ở đó, trong khi tại khu vực máy phát chỉ có ba người tối đa, những người chịu trách nhiệm vận hành máy phát.
Tín hiệu từ nơi nhận được gửi đến nơi truyền thông qua thiết bị phân kênh. Có sẵn nhiều máy phát điện, vì vậy có thể sử dụng một máy phát từ nhân viên, một máy phát khác từ nơi tiếp nhận (máy phát điện đầu tiên ở đó cũng như máy dự phòng). Ngoài ra còn có máy phát điện dự phòng thứ ba, được đặt cùng với đơn vị liên lạc dự bị ở Aksai, và có thể được sử dụng cho cả máy phát cục bộ và điểm phát chính.